# Drymophila ferruginea
Drymophila ferruginea là một loài chim trong họ Thamnophilidae.